# Orthostichidium subpendulum
Orthostichidium subpendulum är en bladmossart som beskrevs av Brotherus 1906. Orthostichidium subpendulum ingår i släktet Orthostichidium och familjen Pterobryaceae. Inga underarter finns listade i Catalogue of Life.